# A Mothers Voice
A Mothers Voice er en duo fra Danmark. Gruppen består af Pelle Leth på vokal og guitar samt Kasper Hansson på trommer.
| Musikgruppe | Spire Denne artikel om en dansk musikgruppe er en spire som bør udbygges. Du er velkommen til at hjælpe Wikipedia ved at udvide den. |